# 4539 Miyagino
A 4539 Miyagino (ideiglenes jelöléssel 1988 VU1) a Naprendszer kisbolygóövében található aszteroida. Masahiro Koishikawa fedezte fel 1988. november 8-án.